# Causey, Novi Meksiko
Causey je selo u okrugu Rooseveltu u američkoj saveznoj državi Novom Meksiku. Prema popisu 2000. u Causeyu je živjelo 52 stanovnika. 

## Zemljopis
Nalazi se na 33°51′0″N 103°6′14″W / 33.85000°N 103.10389°W (33.849921, -103.103811). Prema Uredu SAD-a za popis stanovništva, zauzima 8 km2 površine.

## Stanovništvo
Rasni sastav Causeya je sljedeći: 76,92% bijelci, 9,62% Indijanci, 13,46% ostale rase. Hispanoamerikanaca i Latinoamerikanaca svih rasa bilo je 30,77%. Prihod po glavi je 19.663 $. Nijedan stanovnik niti ijedna obitelj živi ispod crte siromaštva.